# Municipio de West Polk
El municipio de West Polk (en inglés: West Polk Township) es un municipio ubicado en el condado de Christian en el estado estadounidense de Misuri. En el año 2010 tenía una población de 1045 habitantes y una densidad poblacional de 20,47 personas por km².

## Geografía
El municipio de West Polk se encuentra ubicado en las coordenadas 37°3′29″N 93°34′28″O / 37.05806, -93.57444. Según la Oficina del Censo de los Estados Unidos, el municipio tiene una superficie total de 51.04 km², de la cual 50,86 km² corresponden a tierra firme y (0,34 %) 0,17 km² es agua.

## Demografía
Según el censo de 2010, había 1045 personas residiendo en el municipio de West Polk. La densidad de población era de 20,47 hab./km². De los 1045 habitantes, el municipio de West Polk estaba compuesto por el 96,65 % blancos, el 0,1 % eran afroamericanos, el 0,38 % eran amerindios, el 1,34 % eran asiáticos, el 0,77 % eran de otras razas y el 0,77 % eran de una mezcla de razas. Del total de la población el 0,96 % eran hispanos o latinos de cualquier raza.